# Eremothecella
Eremothecella is een geslacht van schimmels behorend tot de familie Arthoniaceae. Het lectotype is Eremothecella calamicola.

## Soorten
Volgens Index Fungorum bevat het geslacht zeven soorten (peildatum december 2023):
| Soortnaam                    | Auteur(s)                                            | Publicatiejaar |
| ---------------------------- | ---------------------------------------------------- | -------------- |
| Eremothecella ajaysinghii    | Jagad. Ram & G.P. Sinha                              | 2019           |
| Eremothecella calamicola     | Syd. & P. Syd.                                       | 1917           |
| Eremothecella cyaneoides     | Lücking                                              | 2001           |
| Eremothecella helicella      | Aptroot & M. Cáceres                                 | 2014           |
| Eremothecella macrocephala   | (R. Sant.) G. Thor, Sérus., Lücking & Tat. Matsumoto | 2000           |
| Eremothecella microcephalica | Sipman                                               | 2008           |
| Eremothecella nicobarica     | Jagad. Ram & G.P. Sinha                              | 2019           |